# Башня в Почтовом
Башня в Почтовом — водонапорная башня, построенная в начале XX века в стиле модерн в посёлке Почтовом Бахчисарайского района.

## История
В начале XX века Базарчик начал быстрыми темпами развиваться, поэтому возникали вопросы привлечения дополнительных средств для развития его инфраструктуры. Поэтому земские чиновники обратились к эмиру Бухары (который делал щедрые пожертвования), чтобы тот выделил им средства на строительство водонапорной башни.
Необходимая сумма, по утверждению крымского историка и краеведа В. Н. Гурковича, была предоставлена Бухарским эмиром Сеид Абдул Ахан-ханом и рядом с железнодорожной станцией Алма возвели гидротехническое сооружение. В дальнейшем оно эксплуатировалась железнодорожниками и жителями этой части посёлка. Во время революции и гражданской войны в России и во времена Великой Отечественной войны, башня существенно не пострадала.
Водонапорная башня в посёлке Почтовом считается памятником промышленной архитектуры начала XX века и с 2011 года была передана в подчинение управлению Комитета Автономной Республики Крым по охране культурного наследия. Башня была на балансе Приднепровской железной дороги.

## Описание башни
Рядом с железнодорожной станцией посёлка Почтовой возвышается двухэтажная водонапорная башня в восточном стиле (ориентализм), инженерное сооружение местного водопровода. Башня находится на небольшом возвышении, куда вода из реки Альма (протекает рядом) по трубам подаётся в накапливающий резервуар.
Само здание имеет форму восьмигранника с куполом, присущим среднеазиатской архитектуре. Характерной особенностью башни является фальш-окна с резными наличниками (под растительный орнамент), оборудованные на каждой грани-стене. Вероятно, ранее четыре окна были открытыми, потому что просматривается более поздняя кладка в оконных проёмах. Декорирование башни осуществляли резчики по камню (возможно из Бухары), поскольку фриз башни орнаментированный арабской вязью, а грани второго яруса пышно орнаментированные геометрическими узорами.